# Institut Escola Industrial
L'Institut Escola Industrial i d'Arts i Oficis és un institut de Sabadell. Es troba al solar on hi havia hagut la primera fàbrica de Cal Jepó. Les instal·lacions s'estenen sobre 11.365 m². Deu el nom al fet que l'antiga Escola Industrial i d'Arts i Oficis de Sabadell s'especialitzà en formació professional i, més tard, es convertí en institut on s'imparteix educació secundària i cicles formatius.
L'actual centre, construït el 1963 per Josep Antoni Balcells Gorina, es troba al carrer de Caderón, 56, molt a prop de l'antiga Escola Industrial d'Arts i Oficis de Sabadell. S'hi imparteixen classes d'ESO, Batxillerat (científic, lingüístic, social i tecnològic, però no artístic) i cicles formatius. Participa en diversos projectes internacionals, com ara un Projecte de Col·laboració amb Colòmbia, el Projecte Comenius o el Projecte Leonardo. L'Institut també ha participat en projectes de promoció de les energies renovables, entre d'altres, amb la instal·lació de plaques solars al sostre de l'institut amb una potència pic de 2,88 kWp.
Entre els seus ex-alumnes destaquen Jordi Cuixart i Navarro, entre d'altres.